# Shelby Motor Car Company
Shelby Motor Car Company war ein US-amerikanischer Hersteller von Automobilen.

## Unternehmensgeschichte
Volmer Beardsley und Charles Hubby betrieben in Shelby in Ohio die Beardsley & Hubbs Manufacturing Company. Im Sommer 1902 hatten sie Expansionspläne. Am 11. November 1902 gründeten sie das neue Unternehmen in der gleichen Stadt. 1903 begann die Produktion von Automobilen. Der Markenname lautete Shelby. Die erste öffentliche Präsentation fand auf der New York Automobile Show im Januar 1903 statt. Im Sommer 1903 folgte der Bankrott.
Am 10. Dezember 1903 wurde alles an Thomas B. Jeffery versteigert. Er nutzte die erworbene Fabrikausstattung in seinem Werk in Kenosha in Wisconsin. Dort stellte er mit seiner Thomas B. Jeffery Company Fahrzeuge der Marke Rambler her.

## Fahrzeuge
Die Fahrzeuge hatten Gegenkolbenmotoren nach Art von Gobron-Brillié.
Das Modell No. 3 hatte einen Einzylindermotor mit 10 PS Leistung. Das Fahrgestell hatte 198 cm Radstand. Der Aufbau war ein Runabout. Er hatte zwei Sitze und zwei vorne ausklappbare Notsitze.
Das Modell No. 5 hatte einen Zweizylindermotor mit 20 PS. Der Radstand betrug 231 cm. Es war je nach Quelle als Tonneau mit Heckeinstieg oder als fünfsitziger Tourenwagen karosseriert.

## Modellübersicht
| Jahr | Modell | Zylinder | Leistung (PS) | Radstand (cm) | Aufbau                         |
| ---- | ------ | -------- | ------------- | ------------- | ------------------------------ |
| 1903 | No. 3  | 1        | 10            | 198           | Runabout 2-sitzig und 4-sitzig |
| 1903 | No. 5  | 2        | 20            | 231           | Tourenwagen 5-sitzig           |